# Collio Goriziano
Collio Goriziano o Collio è una DOC riservata ad alcuni vini la cui produzione è consentita nella provincia di Gorizia.

## Zona di produzione
La zona di produzione comprende in tutto o in parte il territorio dei comuni di Capriva del Friuli, Cormons, Dolegna del Collio, Farra d'Isonzo, Gorizia, Mossa, San Floriano del Collio e San Lorenzo Isontino, ricalcando la fascia collinare settentrionale della provincia di Gorizia situata tra i fiumi Isonzo a est, Judrio a ovest e il confine con la Slovenia a nord.

## Storia
Lo storico greco Erodiano, nel 298, citava delle viti maritate agli alberi di frutta e i vasi vinari che venivano legati assieme per formare un ponte sull'Isonzo in occasione di una visita imperiale; al tempo di Goti, Longobardi e del patriarcato aquileiese si ritrova il vino locale tra i tributi; a partire dal XIV secolo appaiono compravendite di vigne. Nel 1600 compaiono i vini Ribolla e Cividino, poco più avanti Refosco e Corvino.
Nella metà del 1700 è molto attiva la Società Agraria Teresiana nello sviluppo della viticoltura, in particolare grazie a Giacomo Fabricio, che diffuse il sistema a terrazzamenti (i "roncs").
Intorno alla metà del XIX secolo Teodoro Latour introdusse nel Collio vitigni bianchi francesi e tedeschi.

## Tecniche di produzione
Le operazioni di vinificazione e invecchiamento devono essere effettuate nell'intero territorio dei comuni compresi nell'area delimitata.
È ammessa la colmatura con altri vini della stessa DOC e di colore analogo, purché i quantitativi aggiunti non superino il 15%, con un massimo del 5% per ognuno.
L'indicazione di tipologia "Rosso" è obbligatoria, mentre l'indicazione di tipologia "Bianco" è facoltativa.
Occorre obbligatoriamente riportare in etichetta l'annata di produzione delle uve.

### Menzione "riserva"
Per fregiarsi della menzione, i vini devono possedere maggiore grado alcolico e subire un invecchiamento, le operazioni di vinificazione e invecchiamento possono essere effettuate solo all'interno della zona delimitata ed è vietato qualsiasi arricchimento.
In etichetta i caratteri per il termine "riserva" non possono essere più grandi di  quelli usati per l'indicazione di vitigno.

## Disciplinare

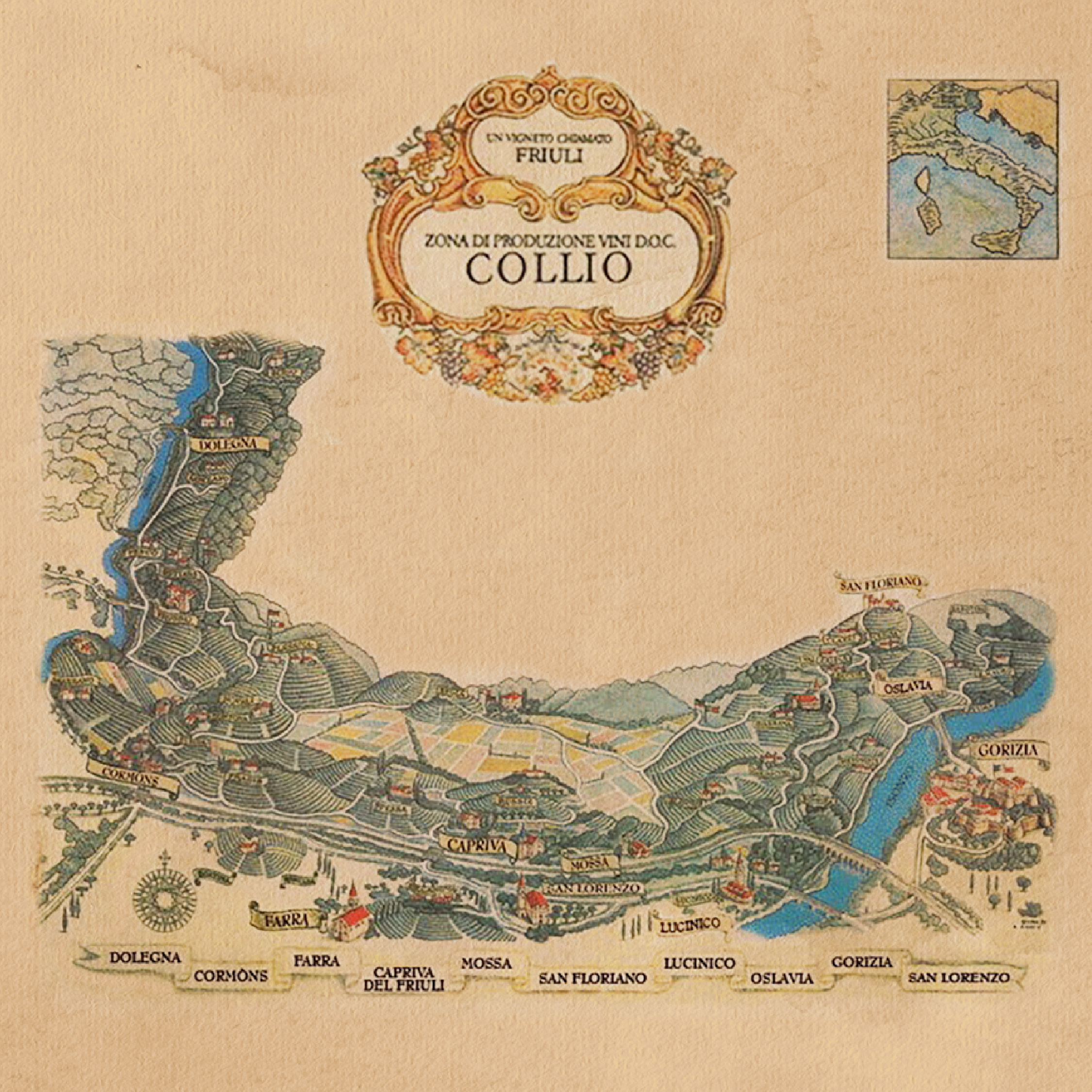
Cartina delle DOC Collio

La DOC Collio goriziano è stata istituita con DPR 24.05.1968 -  pubblicato sulla Gazzetta Ufficiale n. GU 178 DEL 15.07.1968
Successivamente è stata modificata con:
- DPR 10.01.1979 - GU 153 - 06.06.1979
- DPR 03.11.1989 - GU 85 - 11.04.1990
- DPR 01.06.1987 - GU 144 - 23.06.1987
- DM 28.02.1995 - GU 60 - 13.03.1995
- DM 24.09.1997 - GU 239 - 13.10.1997
- DM 25.03.1998 - GU 88 - 16.04.1998
- DM 31.07.2007 - GU 186 - 11.08.2007
- DM 31.07.2007 - GU 182 - 07.08.2007
- DM 11.02.2008 - GU 42 - 19.02.2008
- DM 25.09.2008 - GU 232 - 03.10.2008
- DM 16.04.2010 - GU 95 - 24.04.2010
- DM 30.11.2011 - GU 295 - 20.12.2011
- La versione in vigore è stata approvata con DM 07.03.2014 pubblicato sul sito ufficiale del Mipaaf[1]

## Tipologie
Per tutte le tipologie è prevista la menzione riserva

### Uvaggi
Le uve devono sempre provenire dall'ambito aziendale ed essere delle cultivar destinate alla denominazione di origine.
La tipologia Picolit deve provenire da uve Picolit al 100%; 
le altre tipologie monovarietali devono provenire da uve della varietà per almeno l'85%, tenendo presente che l'uvaggio del Riesling è il Riesling renano, quello della Malvasia è la Malvasia istriana bianca, quello del Friulano è il Tocai friulano e il Cabernet è formato da Cabernet franc, Cabernet Sauvignon e Carmenere anche miscelati. L'eventuale rimanenza può essere formata solo da altre uve provenienti dai vitigni aziendali con bacca di colore analogo.

Il bianco e il rosso possono essere composti da una o più varietà del corrispondente colore, fatta eccezione per Muller Thurgau e Traminer aromatico, che non possono superare il 15%.

### Picolit
|                                |             | riserva |
| titolo alcolometrico minimo    | 14,00% vol. |         |
| estratto secco minimo          | 18,00 g/l.  |         |
| acidità totale minima          | 4,00 g/l.   |         |
| acidità volatile massima       | 30 meq/l    |         |
| resa massima di uva per ettaro | 40 q.       |         |
| resa massima di uva in vino    | 60%         |         |
| invecchiamento                 |             | 20 mesi |

### Vini bianchi
|                                |             | riserva     |
| titolo alcolometrico minimo    | 11,50% vol. | 12,00% vol. |
| estratto secco minimo          | 15,00 g/l.  |             |
| acidità totale minima          | 4,00 g/l.   |             |
| resa massima di uva per ettaro | 110 q.      |             |
| resa massima di uva in vino    | 70%         |             |
| invecchiamento                 |             | 20 mesi     |

### Vini rossi
|                                |             | riserva                   |
| titolo alcolometrico minimo    | 11,50% vol. | 12,00% vol.               |
| estratto secco minimo          | 19,00 g/l.  |                           |
| acidità totale minima          | 4,00 g/l.   |                           |
| resa massima di uva per ettaro | 110 q.      |                           |
| resa massima di uva in vino    | 70%         |                           |
| invecchiamento                 |             | 30 mesi di cui 6 in botte |